# La Bretagne enchaînée
La Bretagne enchaînée est le journal clandestin du mouvement de résistance organisé en septembre 1941 par la fusion de trois groupes respectivement créés dès juin 1940 par Étienne Maurel de Montfort-sur-Meu, Louis Normand et André Ménard étudiants à Rennes et André Simon également de Rennes.

## Historique
À l'origine, trois équipes : une à Montfort-sur-Meu (à une vingtaine de kilomètres à l'ouest de Rennes) animée par Étienne Maurel, secrétaire général de la Mairie ; deux à Rennes : enseignants et membres des professions libérales d'un côté, avec Victor Janton, professeur de lettres, le docteur Lavoué, André Simon, etc. ; de l'autre, étudiants et lycéens des classes terminales conduits par André Ménard, Louis et Pierre Normand. Une simple feuille de format commercial, ronéotypée recto verso, diffusée entre 3 000 et 5 000 exemplaires, c'est ainsi que se présente La Bretagne Enchaînée. En manchette une phrase de Clemenceau : « Ni trahison, ni demi-trahison : la guerre, rien que la guerre ! ».
Cinq numéros dont les exemplaires ont été déposés après la Libération, au Comité départemental de Libération d'Ille-et-Vilaine, furent diffusés par quinzaine, de novembre 1941 à février 1942. Cette publication prit fin en mars 1942, l'organisation ayant été démantelée par les arrestations opérées par la Gestapo à la suite de la réception par le mouvement d'un parachutage d'armes et de matériel expédié de Londres, par avion, le 1er février 1942.
Le tirage se faisait sur la ronéo du docteur Lavoué, à la mairie de Montfort-sur-Meu,  par les soins d'Étienne Maurel et avec la complicité de son personnel et chez un étudiant. La diffusion est assurée par les jeunes, affiliés ou non au groupe, avant tout dans les divers établissements d'enseignement. Les exemplaires sont stockés à Montfort chez Étienne Maurel et à Rennes dans les familles des étudiants.
Le Docteur Lavoué est l'auteur du titre et fournisseur du papier. Le rédacteurs des cinq éditoriaux est André Simon alias Lesaint. Arrêté le 20 mars 1942, il est libéré faute de preuves, ainsi que quatre de ses camarades, après cinq mois d'incarcération à Fresnes.
Les rédacteurs des échos sont le docteur Lavoué et des étudiants de Rennes qui dénoncent sans hésiter les collaborateurs locaux. La dactylographie et les stencils sont tenus par Léone Gérard, fondée de pouvoir de la recette municipale de Rennes.
Les principaux diffuseurs sont :
- Herminie Prod'homme[1]

Connue sous le surnom d'Anne de Bretagne, membre du réseau Buckmaster, elle hébergeait à son domicile des agents du réseau et des parachutistes anglais et américains envoyés en mission dans l'Ouest de la France pour le compte de la Résistance.
- Étienne Maurel[2]

Secrétaire de mairie à Montort-sur-Meu en Ille-et-Vilaine, il était en relation avec Joël Le Tac, chef du réseau Overcloud. Il a participé au premier parachutage d'armes en Ille-et-Vilaine. Il est arrêté le 12 février 1942 à Montfort-sur-Meu.
- Louis Normand[3]
- André Pailheret[4]
- Pierre Normand, André Ménard[5] et Édouard Le Deuff, tous morts en déportation
- Renée Maurel[6], femme d’Étienne et Pierre Dalibot[7], rescapés de la déportation.
- Louis Regnault, Denise Tiriot, Louis Le Deuff, Paule Ménard, François Bodenez, André Denoual, Le Corre, lieutenants Batail et Saulnier.